# Журавко Валерій Вікторович
Валерій Вікторович Журавко (нар. 5 вересня 1947, Очаків, СРСР — 23 березня 2020) — радянський український футболіст та Заслужений тренер України з футболу. Майстер спорту СРСР (1972).

## Кар'єра гравця
Вихованець дніпропетровського «Дніпра». У 1966 році розпочав кар'єру у клубі «Авангард» (Жовті Води). У 1967 році став гравцем миколаївського «Суднобудівника», але влітку 1969 року повернувся до жовтоводського «Авангарда». У 1971 році захищав кольори «Суднобудівника» (Миколаїв) та «Авангарда» (Тернопіль). У 1972 році був призваний на військову службу, під час якої виступав у «Зірці» (Тирасполь). У 1973 році став гравцем «Локомотива» (Херсон), кольори якого захищав до 1975 року. З 1976 по 1979 роки виступав у складі «Команди міста Тирасполь». Останнім клубом у кар'єрі гравця для Валерія став миколаївський клуб «Хвиля» (1980 рік).

## Кар'єра тренера
У середині 1980-их років створив в Очакові команду «Маяк». З нею пройшов шлях від чемпіонату області до рангу команди майстрів. З командою (перейменованою в «Артанію») виступав у другій лізі чемпіонату СРСР (1991), в першій та другій лігах чемпіонату України (1992—1995). Найвищим досягненням команди в аматорських турнірах стала перемога в розіграші Кубку СРСР серед виробничих колективів у 1990 році. Після того як «Артанія» припинила існування, Журавко тренував головну команду області «Евіс» (Миколаїв) як старший і головний тренер. Вивів команду у вищу лігу з другого місця. Подальшу кар'єру продовжив як старший тренер при головному тренері Конькові в тому ж «Миколаєві», а також у «Ворсклі» та бакинському «Інтері».

## Досягнення

### Як гравця
- Клас «Б» (Україна)
  -  Чемпіон (1): 1966 («Авангард» (Жовті Води))

### Як тренера
- Чемпіонат Миколаївської області
  -  Чемпіон (1): 1989

- Кубок Миколаївської області
  -  Володар (1): 1989

- Кубок СРСР серед виробничих колективів
  -  Володар (1): 1990 («Маяк» (Очаків))

- Вивів коанду до другої ліги чемпіонату СРСР: 1991 («Маяк» (Очаків))

- Перша ліга чемпіонату України
  -  Чемпіон (1): 1994 («Евіс»)
  -  Бронзовий призер (1): 1992 («Артанія» (Очаків))

- Вища ліга чемпіонату України
  - 4-те місце (1): 1999/00 («Ворскла»)